# 24640 Omiwa
24640 Omiwa este o planetă minoră (asteroid), cu un diametru de 5,929 km, din centura de asteroizi. A fost descoperită pe 13 decembrie 1982 la Kiso Observatory⁠(d) de Hiroki Kosai⁠(d). 
Obiectul prezintă o orbită caracterizată de o semiaxă mare de 2,620679 UAi, o excentricitate de 0,17, o înclinație de 3,0159 ° în raport cu ecliptica.